# Zala Kralj & Gašper Šantl
Zala Kralj & Gašper Šantl, às vezes abreviado como ZalaGasper, é um duo musical esloveno de Maribor composto pela vocalista Zala Kralj e o multi-instrumentista Gašper Šantl.  A dupla representou a Eslovênia no Festival Eurovisão da Canção 2019 com a música "Sebi".
A dupla se formou em 2018, depois que Kralj começou a tocar em algumas músicas escritas e produzidas por Šantl. Inicialmente, Kralj foi creditado apenas como um artista de destaque. Eles lançaram os singles "Valovi", "Baloni" e "S teboi" em 2018, antes de lançar sua estréia estendida em Štiri em fevereiro de 2019.

## Membros
- Zala Kralj - vocais, sampler
- Gašper Šantl - guitarra, sampler, produção